# Pueblos hadjarai
Los hadjarai son un conjunto de pueblos que comprenden el 6.7% de la población de Chad, o más de 150 000 habitantes. El nombre es un exónimo árabe, que literalmente significa "[aquellos] de las piedras" (ej: de las montañas). El término se utiliza en conjunto para describir varios grupos étnicos distintos que viven en las montañas de la región de Guéra.

## Subgrupos y cultura
Los 15 grupos étnicos que componen los hadjarai son los: dajus, kengas, junkunes, dangaleats, mogoums, sokoros, sabas, baraines, bidios, yalnas, bolgos, feodosios, mukulus, mubis y djongores. Gran parte de estos pueblos se dedican a la agricultura a menor escala. Más del 90% de las mujeres de estos grupos, ha experimentado la mutilación genital.
A pesar de que los grupos hadjarai hablan en diversos idiomas, comparten muchos rasgos culturales, de la cual el más frecuente es la creencia común de los margais, que son unos espíritus invisibles que controlan los elementos naturales. Esta creencia sobrevivió a la rápida conversión de los hadjarai al islam durante el periodo colonial, a pesar de los intentos de las autoridades coloniales francesas para evitar la islamización, por medio de la promoción de misiones cristianas.

## Historia
Aunque nunca se unieron en el pasado, los pueblos hadjarai comparten un fuerte espíritu independentista, forjado en el Chad precolonial, por sus constantes conflictos contra los razzias esclavistas en su territorio, siendo apoyados particularmente por el Imperio uadai. Esta tradición de independencia ha llevado a frecuentes enfrentamientos con el gobierno central, después de que Chad obtuviera su independencia en 1960, al principio en gran parte debido a los intentos forzados de trasladarlos desde las montañas en donde viven, hacia las llanuras. Estuvieron entre los principales partidarios de los rebeldes, durante la Guerra civil de Chad entre 1979 y 1982.
A pesar de que los hadjarai desempeñaron un rol fundamental al lograr que los rebeldes llegasen al poder en 1982, comenzaron a distanciarse de ellos tras la muerte de su vocero, Idriss Miskine. Sufrieron mucho en 1987, después de que el entonces presidente Hisséne Habré lanzara una campaña de terror en contra de ellos, como respuesta a la creación del movimiento rebelde MOSANAT, y los miembros del grupo fueron arrestados, e incluso asesinados en masa. Se cree que los 840 detenidos del grupo, fueron asesinados de forma sistemática.
Los hadjarai se convirtieron en los principales partidarios de la rebelión de Idriss Déby contra el presidente, y contribuyeron en la caída de Habré en 1990. Una crisis de liderazgo entre Déby y los Hadjarai estalló en 1991, después de un presunto intento de golpe de Estado. Una cantidad innumerable de hadjarai fueron encarcelados, mientras el conflicto se extendía por todo el territorio hadjarai, a pesar de los esfuerzos por Déby para tranquilizar la población local de Guéra.